# Plinthocoelium columbinum
Plinthocoelium columbinum är en skalbaggsart som först beskrevs av Guérin-Méneville 1838.  Plinthocoelium columbinum ingår i släktet Plinthocoelium och familjen långhorningar.
Artens utbredningsområde är:
- Bahamas.
- Kuba.
- Haiti.

Inga underarter finns listade i Catalogue of Life.